# Недыбин, Иван Михайлович
Иван Михайлович Недыбин (26 мая 1919, дер. Иловка, Зырянская волость, Мариинский уезд, Томская губерния, Россия — 30 января 1945, деревня Фридинген, Польша) — командир отделения взвода пешей разведки 110-го гвардейского стрелкового полка, 70-й армии, гвардии красноармеец.

## Биография
Родился в семье крестьянина Михаила Никифоровича Недыбина. Окончил начальную школу, с ранней юности работал в колхозе по месту жительства родителей (Павловский сельсовет Зырянского района). 
В 1940 году, в возрасте 21 года Зырянским райвоенкоматом Новосибирской области был призван в ряды Красной Армии (РККА). В действующей армии на передовой начавшийся Великой Отечественной войны разведчик пешей разведки И. Недыбин находился с самого начала, с июня 1941 и воевал до 1945 года. 
Воевал в составе частей Юго-Западного, Сталинградского, Центрального, 1-го Белорусского и 2-го Белорусского фронтов. 
1 июня 1944 года в районе населённого пункта Терепец гвардии красноармеец Недыбин гранатой уничтожил пулемёт противника с расчётом. Был ранен, но поля боя не оставил.
Приказом по частям 38-й гвардейской стрелковой дивизии от 18 июня 1944 года гвардии красноармеец Недыбин Иван Михайлович награждён орденом Славы 3-й степени.
27 октября 1944 года, действуя в головном дозоре севернее города Легьоново, гвардии красноармеец Недыбин первым ворвался в траншею противника и в завязавшемся бою уничтожил несколько противников, а 1 взял в плен.
Приказом по войскам 70-й армии от 24 ноября 1944 года гвардии красноармеец Недыбин Иван Михайлович награждён орденом Славы 2-й степени.
17 января 1945 года западнее населённого пункта Хрцинно гвардии красноармеец Недыбин во составе разведывательной группы первым вступил в бой с противником. В рукопашной схватке уничтожил 6 противников и 2 взял в плен. В тот же день был представлен к награждению орденом Славы 1-й степени.
О последней боевой награде разведчик так и не узнал. В бою 30 января 1945 года гвардии красноармеец Недыбин был убит.
Указом Президиума Верховного Совета СССР от 24 марта 1945 года за образцовое выполнение заданий командования в боях с захватчиками гвардии красноармеец Недыбин Иван Михайлович награждён орденом Славы 1-й славы. Стал полным кавалером ордена Славы.

## Награды
Награждён орденами Красного Знамени, орденами Славы 3-х степеней, фронтовыми медалями.